# دوران شبرا (مسلسل)
دوران شبرا هو مسلسل تلفزيوني مصري عُرض في عام 2011، من بطولة هيثم أحمد زكي، حورية فرغلي، ومن إخراج خالد الحجر.

## قصة المسلسل
تدور أحداث المسلسل بحي شبرا الشهير بالقاهرة بين مجموعة من الشخصيات التي تسكن هذا الحي. ومن خلال حياة هولاء الشخصيات يٌبرز المسلسل مدى التسامح بين سكان شبرا من مسلمين وأقباط فيأاعمار مختلفة وأنماط مختلفة، يتصارعون أحيانا ويتفقون أحيانا ورغم تلك الضغوط التي يتعرضون لها لزعزعة تلك العلاقة القوية إلا أن الحب والمودة بينهم هي التي تظل وتبقي.

## بطولة
- محمد رمضان
- هيثم أحمد زكي
- حورية فرغلي
- دلال عبد العزيز
- عفاف شعيب
- نبيل عيسى
- هاني عادل
- أحمد عزمي
- نرمين ماهر